# IK الفرس الأعظم
آي كي بغاسي  (آي كي الفرس الأعظم) (بالإنجليزية: K Pegasi)‏ أو (HR 8210) هو نظام ثنائي من النجوم في كوكبة الفرس الأعظم، يقع على مسافة تقدر بحوالي 150 سنة ضوئية من النظام الشمسي. ويمكن مشاهدته بالعين المجردة النجم (IK Pegasi A) من نجوم النسق الأساسي ورفيقة (IK Pegasi B) قزم ابيض ويدوران حول بعضهم البعض كل 21.7 يوما بمتوسط بعد يبلغ حوالي 31 مليون كيلو متر، أو 19 مليون ميل، أو 0.21 وحدة فلكية. وهذا أصغر من مدار عطارد حول الشمس.
IK Pegasi B هو أقرب مستعر أعظم مرشح معروف، فعندما يبدأ النجم الأساسي بالتطور إلى عملاق أحمر من المتوقع أن ينمو نصف قطره إلى حيث يمكن للقزم الأبيض أن يراكم المادة من الغلاف الغازي المتوسع. وعندما يقترب القزم الأبيض من حد شاندراسيخار 1.4 كتلة شمسية  سينفجر على شكل مستعر أعظم نوع 1أ

## عمليات الرصد

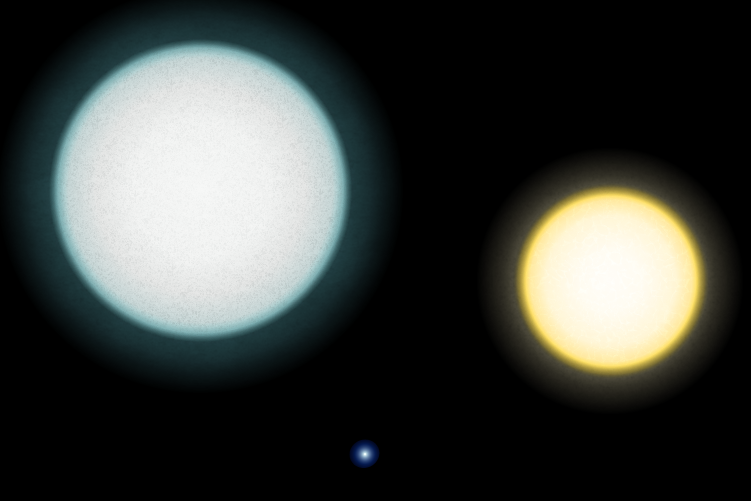
أبعاد نسبية النجم A(يسار)، B (الوسط) والشمس (يمين).

آدرج النظام النجمي ضمن فهرس مسح بون الفلكي تحت مسمى BD +18°4794B في عام 1862 .وظهر في وقت لاحق عام 1908 في فهرس النجم الساطع للفلكي الأمريكي إدوارد تشارلز بيكرنج تحت مسمى HR 8210.
تسمية «آي كي بغاسي» يتبع الشكل الموسع لتسمية النجوم المتغيرة الذي قدمة فريدريش فيلهلم آرغلاندر 
أظهرت دراسة السمات الطيفية لهذا النجم خط امتصاص إنزياحي مميز لنظام نجمي ثنائي. ينشئ هذا الإنزياح عندما ينقل المدار النجوم بأتجاه المراقب ثم بعيدا عنة، مما ينتج تأثير دوبلر في الطول الموجي لملامح الخط.قياس هذا الإنزياح يسمح لعلماء الفلك تحديد السرعة المدارية النسبية لنجم واحد على الأقل.
في عام 1927، الفلكي الكندي وليام هاربر استخدم هذه التقنية لقياس الفترة لهذا الخط الأحادي ثنائي الطيفية. وتوصل إلى أن الفترة تعادل 21.724 يوم. كما انة قدر مقدار الانحراف المداري بمثابة 0.027 درجة. وقد تم قياس سعة السرعة بنحو 41.5 كم/ثانية، والتي هي السرعة القصوى للعنصر الأساسي على طول خط أفق النظام الشمسي.